# Alcioneo (gigante)
Alcioneo  (in greco antico: Ἀλκυονεύς?, Alkyonéus) è un gigante della mitologia greca nato dalle gocce di sangue perse da Urano dopo che fu evirato da Crono mentre stava per unirsi a Gaia.
Alcioneo fu il padre di sette ninfe, dette Alcionidi: Alcippe, Antea, Asteria, Ctonia, Drimo, Metone e Pallene.

## Mitologia
Secondo la versione dello Pseudo-Apollodoro, Alcioneo fu protagonista, insieme a Porfirione, nella Gigantomachia, la rivolta dei giganti contro il regno degli Dei Olimpi, assumendo il comando dei rivoltosi. Eracle, coinvolto nella lotta al fianco degli dei, durante la battaglia scoccò la sua prima freccia contro Alcioneo e il gigante cadde al suolo per poi rialzarsi; egli era infatti immortale nella sua terra natia. Atena suggerì allora di rapirlo e portarlo lontano, un consiglio che Eracle seguì portandosi il gigante sulle spalle oltre i confini: Alcioneo divenne così mortale e, colpito dalla clava di Eracle, fu sconfitto.
Secondo la versione di Pindaro, Eracle affrontò il gigante Alcioneo, che si era impossessato dell'istmo di Corinto, durante la sua decima fatica. Il gigante era un mandriano che non tollerò l'intrusione dell'eroe e gli scagliò contro un'enorme roccia, colpendo i nuovi seguaci che spontaneamente si erano radunati attorno ad Eracle ed uccidendone un paio. Quando lanciò una nuova gigantesca roccia in direzione dell'eroe, Eracle la respinse con la clava colpendo il gigante, che spirò.
Secondo alcuni autori, Alcioneo in precedenza aveva rubato per due volte i sacri bovini del dio Helios.